# حافظ وهبة
حافظ وهبة (15 يوليو 1889 - 1967) دبلوماسي مصري، حصل لاحقًا على الجنسية السعودية. تلقى دعوة من الملك عبدالعزيز في فترة العشرينات. كان هو وفؤاد حمزة أول سفيرين للسعودية، الأول في فرنسا والأخير في المملكة المتحدة. بالإضافة إلى ذلك، كانا من بين المستشارين الذين وظفهم الملك عبد العزيز لتحسين عملية صنع القرار في الدولة.

## حياته
خدم الدولة السعودية في بدايات تأسيسها، بعد حضوره إثر دعوة تلقاها من الملك عبد العزيز بن عبد الرحمن، في أيام لم يكن العمل المؤسسي سهلا على واضعيه. أُبعد عن بلده الأم (مصر) ثم حل ضيفا على الملك المؤسس، فأصبح مستشاره وسفيره في مصر. ساعد على تطوير نظام تعليمي للدولة الناشئة، وألف كتابين يستند إليهما الكثير من الباحثين لأخذ معلومات تاريخية متعددة عن تلك المرحلة، ففي هذين الكتابين وثق رحلات الملك عبد العزيز، وحياة الشخصيات المؤثّرة من أبناء القبائل في الجزيرة العربية.

### مولده ونشأته
ولد حافظ وهبة في حي بولاق في عام 1307هـ 15 يوليو 1889 ونشأ في أسرة متوسطة الحال المحافظة دينياً. دخل «الكتَّاب» وعمره ستة أعوام فتعلم الكتابة والحساب والقرآن وأتم حفظه وعمره 11 عاما، أدخله والده الأزهر ثم انتقل إلى مدرسة القضاء الشرعي وقد أخذ العلم على كثير من المشايخ منهم الشيخ محمد عبده، علي حسين البولاقي، محمد بخيت، محمد حسنين مخلوف والد مفتي الديار المصرية حسنين مخلوف، والشيخ الخضري.

## تنقلاته وحياته في الخليج
وبينما كان حافظ في تركيا سمع عن تطورات المشوار النضالي للمهاتما غاندي الذي كان قد بدأه سنة 1904 لتحرير بلاده من المستعمر البريطاني، فترك تركيا وسافر إلى الهند لأهداف عدة منها العمل بالتجارة، ومنها أيضا التعرف على حركة غاندي عن كثب، بدليل أنه مارس السياسة وهو في بومباي، بل أنه حاول أن يصدر صحيفة باللغة الإنجليزية بالتعاون مع «شوكت علي» شقيق الزعيم الهندي المسلم «محمد علي»، الذي يحمل أحد شوارع بومباي التجارية القديمة اسمه، لكي يهاجم من خلاله الأنجليز طبقًا لما كتبه في جريدة القبس (16/6/2007) الباحث الأستاذ يعقوب يوسف الإبراهيم، وهو سليل أسرة تجارية كويتية عملت وأقامت طويلًا في بومباي. غير أن الانجليز كانوا له بالمرصاد فاعتقلوه ورحلوه إلى الكويت سنة 1915 أو 1914 (في قول آخر للمؤرخ الكويتي يوسف الشاهين إن أسرة الإبراهيم استطاعت تهريب وهبة من الهند إلى مدينة «الدورة» في جنوب العراق، حيث كان آل الإبراهيم يملكون نفوذًا وبساتين نخيل شاسعة، فعمل هناك في التدريس تحت اسم الملا (حافظ). كان وهبة أثناء وجوده في بومباي قد تعرف على العديد من تجار الخليج والجزيرة العربية المترددين على الهند أو المقيمين بها، ولاسيما تجار الكويت. لذا فإنه حينما حل بالكويت لم يشعر بالغربة، وطاب له المقام فيها بين أبنائها بسبب وجود بعض من سبق له أن تعرف عليه، ممن أخذوه بدورهم إلى مجالسهم وعرفوه على كبار وجهائهم آنذاك (مثل رائد الإصلاح والنهضة الأدبية يوسف بن عيسى القناعي، والأديب والمؤرخ وملاح الكويت الأول عيسى بن عبدالوهاب القطامي). ورويدًا رويدا ذاع صيت وهبة في الكويت، وتوطدت علاقته مع شيوخها، فصار يحضر مجالسهم واستقبالاتهم لضيوفهم الرسميين، ومنهم الملك عبدالعزيز الذي التقاه لأول مرة في إحدى زياراته المبكرة لشيوخ الكويت في عام 1916. اشتغل بداية مدرسا للغة العربية وعمل بالتجارة وأدخل لاصقا طبيا أمريكيا إلى الخليج سمي فيما بعد بـ «لزقة حافظ»، وخلال وجوده في الكويت تعرف على الملك عبد العزيز ثم سافر إلى الهند ورجع بعدها إلى الكويت وحل ضيفاً على عيسى القناعي من رجالات الكويت الكبار، وتعرف على الشيخ يوسف بن عيسى القناعي فأقنعه بالإقامة في الكويت وكان يتردد على مساجد الكويت لإلقاء الدروس، ولقد تركز تأثير الشيخ في الكويت بالنقاط التالية:
أولاً: مشاركته في التعليم في المدرسة المباركية منذ وصوله عام 1914م وكان أثره كبيرا فيها وفي إدارتها وتطويرها.
ثانياً: مشاركته بالوعظ والإرشاد في مساجد الكويت ولاسيما المسجد الجامع أكبر مساجدها.
ثالثاً: إسهامه في توعية الناس لخطر الاحتلال الأجنبي ومقاومته.

## دعوة الملك عبد العزيز له
سمع حافظ وهبة الكثير عن النجديين (أسرة آل سعود) وعن دعوة الشيخ محمد بن عبد الوهاب من الشيخ محمد عبدة عندما كان يحضر دروسة ومجلسه مما جعله يتعلق بالدعوة وأصبح شغوفاً بمعرفة المزيد وفي أثناء تواجده في الكويت عام 1916 قُدر له أن يلتقي بالملك عبد العزيز لأول مرّة في الوقت الذي كان فيه عبد العزيز قد سمع عن حافظ وهبة مما حدا بحافظ وهبة إلى إرسال رسالة مطولة للملك عام 1920 احتوت على بعض النصائح والأفكار للملك الذي بدوره رحب وكان سعيداً بما جاء في الرسالة. بعد هذه الرسالة بفترة ليست بالطويلة أرسل عبد العزيز برسالة لحافظ وهبة يمتدحه ويثني عليه ويبين له أنه بحاجة ماسّة إلى أمثاله من الرجال العقلاء المفكرين ذوي الخبرة والدراية وعرض عليه بأن يأتي إلى نجد للعمل مع أعضاء حكومته، وبعد تردد وتفكير وافق حافظ وهبة وشد الرحال إلى نجد.

### حياته العملية
عين حافظ وهبة سفيرا للمملكة في بريطانيا تحت اسم وزير مفوض سعودي في لندن في عام 1930م، فواصل الطرفان علاقاتهما وفق الإطار الدبلوماسي والسياسي، وتمكنا من حل كثير من الإشكالات والمواقف السياسية من خلال الحوار والتفاوض، كما تمكنا من الارتقاء بالتعاون السياسي والاقتصادي والعسكري بين البلدين إلى مستويات عالية، وإن جملة من مستشاري الملك عبد العزيز وبالأخص حافظ وهبة، ومن معه في تلك الحقبة من أمثال خالد الحكيم، القرقني، والدكتور عبد الله الدملوجي، قد أوفدوا في مهمات سياسية إلى زعماء دول مجاورة أو صديقة أو للمشاركة في مباحثات حدودية أو نحوها وممثلين له.
كما كان حافظ وهبة وزيراً مفوضاً في البداية ثم صار عام 1948م سفيراً لها لمدة 30 عاما، طيلة بقية عهد الملك عبد العزيز، كما عين وزيرا مفوضا في هولندا 1350هـ، وقد كان حافظ وهبة مهتماً بتوثيق العلاقات بين الملك عبد العزيز ومصر، كما قام وهبة المبعوث السعودي لدى بريطانيا في ذلك الوقت، بزيارة اليابان لحضور افتتاح مسجد طوكيو. وزار المبعوث الياباني لدى مصر «ماسايوكي يوكوياما» السعودية عام 1939م كأول مسؤول ياباني يزور المملكة، والتقى بالملك عبد العزيز في الرياض.كما أصبح هو والشيخ عبد الله الطريقي الذي يعد أول وزير بترول سعودي أول شخصيات سعودية أعضاء في مجلس إدارة شركة أرامكو.

## التعليم المنتظم
حافظ وهبة هو أول من أسند إليه القيام على برامج التعليم المنظم في المملكة، وقد تحدث عن الصعوبات التي واجهت التعليم عند بدايته، وعن تطوره بعد ذلك، فقال في إحدى مؤلفاته: «لم تكن توجد في البلاد مدارس تذكر في زمن الأتراك، وما وجد منها كان ابتدائياً قليل النفع، ففي إقليم الأحساء لم يؤسس بعد إعلان الدستور العثماني إلاّ مدرسة صغيرة واحدة، ولم يكن الوضع في الحجاز أحسن بكثير، فلما أتى الملك عبد العزيز عمل على نشر العلوم والمعارف، وفتح المدارس، وأنشأ المعاهد العلمية غير عابئ بما لقيه في هذا المضمار من معارضة شديدة وصعوبات جمة». وأكمل حافظ كلامه «ولقد صمم جلالته على وضع الخطوات السليمة في سبيل إيجاد تعليم يخدم أمته وبلاده لقد بذر جلالته» وبفضل الله ثم جهود الملك عبد العزيز ومستشاره حافظ وهبة تنعم المملكة اليوم بـ 29 جامعة عملاقة، ورئاسة عامة وكبيرة لتعليم البنات [دُمجت مع وزارة المعارف حينها - وزارة التعليم حاليا]، وعشرات الكليات والمعاهد، وألوف المدارس، وملايين من الطلاب والطالبات.

## إمام مسجد
الشيخ حافظ وهبة كان أول إمام يؤم المصلين بعد تشييد مسجد في شرق لندن عام 1910م على يد عدد من الشخصيات الإسلامية البارزة مثل القاضي سيد أمير علي، وهو أول مستشار هندي في مجلس الشورى، والمقدم سير حسن سهراوردي واثنين من مترجمي القرآن الكريم إلى الإنجليزية وهما عبد الله يوسف علي، ومحمد مرمادو كبيكتهول، وتم تحويل منزلين في كومرشالرود شرق لندن إلى مسجد ومركز ثقافي إسلامي.
وفي عام 1944م كان حافظ وهبة من الأعضاء المؤسسين للمركز الثقافي الإسلامي والمسجد المركزي في لندن، ووضع حجر أساسه الملك جورج السادس ملك بريطانيا حينذاك. وقد تبرعت الحكومة البريطانية بموقع المركز في وسط لندن من أملاك التاج البريطاني تقديراً لدور المسلمين والجالية الإسلامية حينذاك. وبقي المركز في المبنى القديم إلى أن بني له مسجد كبير ومرافق خدمات بتبرع سخي من الملك فيصل بن عبد العزيز وتم استكمال المبنى بعد ذلك بمساعدة من بعض الدول الإسلامية سنة 1978 م، ثم تمت توسعته وزيادة مبنى الإدارة في 1994م بتبرع سخي من الملك فهد بن عبد العزيز.

## مؤلفاته
من أهم مؤلفاته: جزيرة العرب في القرن 20، وكتاب 50 عاماً في جزيرة العرب. فقد وثق في الكتابين حياة الملك عبد العزيز ورحلاته، وكذلك حياة الملك سعود وأخيه الملك فيصل، ووثق كل مقولة قالها الملك المؤسس، وجميع أعماله، وقد كان شديد الملاحظة وانتقائه لكلماته في تأليف كتبه، حتى أصبح هذان الكتابان مرجعين أساسيين للمؤرخين والباحثين عن علم التاريخ وخاصة تاريخ الجزيرة العربية.

## وفاته
توفي الشيخ حافظ وهبة في مدينة روما عاصمة إيطاليا سنة 1387هـ الموافق 1967 م عن عمر يناهز 80 عاما.

## روابط خارجية
- حافظ وهبة.. مصمم علم المملكة العربية السعودية.. (بالصور)  على فيسبوك.